# Комаровский, Павел Евграфович
Граф Павел Евграфович Комаровский (14 октября 1869 — 8 сентября 1907) — русский дворянин, гвардейский офицер, общественный деятель, участник Русско-японской войны (1904—1905).

## Биография
Представитель дворянского рода Комаровских. Родился 14 октября 1869 года. Сын графа Евграфа Павловича Комаровского (1841—1886) и графини Элеоноры Ивановны Комаровской, урожденной Орловой (1847—1939), дочери генерал-адъютанта Ивана Алексеевича Орлова, походного атамана донских казаков. Правнук генерала от инфантерии, графа Евграфа Федотовича Комаровского, автора известных «Записок» («Записки графа Е. Ф. Комаровского», 1897).
Павел Комаровский, окончив Орловский кадетский корпус, поступил в Николаевское кавалерийское училище. Из училища он был выпущен корнетом «по 1-му разряду» и служил офицером в лейб-гвардии Казачьем Его величества полку. С военным поприщем Комаровский успешно сочетал общественную деятельность. Граф Комаровский был одним из организаторов пожарного дела в России и организатором съезда российских пожарных, проходившего в Орле в августе 1899 года. 16 августа 1900 года в Париже он был избран первым президентом «Большого международного Совета пожарных» (Großer Internationaler Feuerwehrrat) (ныне Международная ассоциация пожарных и спасательных служб (CTIF) и возглавлял его работу с 1900 по 1903 год.
Граф Комаровский был одним из жертвователей в Орловский губернский музей, основанный в 1897 году, и принимал участие в деятельности Орловской губернской учёной архивной комиссии.
Павел Комаровский был действительным членом Орловского Общества любителей изящных искусств и членом его Совета Старейшин, председателем выставочного комитета первой художественной выставки в городе Орле в 1896 году, организованной Обществом. Наряду с этим граф был действительным членом Орловского общества правильной охоты и членом Губернского Комитета попечительства в тюрьмах. В имении Комаровского Городище в 35 верстах от Орла в сторону Карачева была собрана большая библиотека конца XVII века — свыше 10000 томов, включавшая книги по по истории, музыке, естественным наукам на нескольких языках.
В 1904 году граф Комаровский добровольцем отправился на Русско-японскую войну, его сопровождала  жена. «За отличия в делах против японцев» был награждён орденами: Святой Анны 3-й степени (с мечами и бантом), Святого Станислава 2-й степени (с мечами) и этим же орденом 3-й степени, а также несколькими медалями. Жена — сестра милосердия, в тяжелейших полевых условиях перевязывала и выхаживала раненых воинов. В конце войны она заболела туляремией. В 1906 году граф Комаровский вышел в отставку в чине войскового старшины с формулировкой «по домашним обстоятельствам» — из-за болезни супруги.
Для лечения супруги уехали в Венецию. Но болезнь прогрессировала, и его жена вскоре умерла. Граф Комаровский тяжело переживал её смерть. Возможно, из-за тяжёлого психологического состояния «попал в сети» мошенницы и брачной аферистки Марии Тарновской. Действуя с собщниками — «адвокатом» и любовником, она убедила графа застраховать свою жизнь на большую сумму, а полис оформить на неё. В Венеции в сентябре 1907 года граф Комаровский был застрелен Николаем Наумовым, любовником Тарновской.

## Семья
Граф Павел Евграфович Комаровский был женат на Эмилии Марковне Комаровской (? — 1906), урождённой Редер. У супругов был единственный сын:
- Граф Евграф Павлович Комаровский (29 декабря 1898 — 1940), был женат на Марине Павловне Муфель (1904—1951).
  - Павел Евграфович Комаровский (23 февраля 1924 — 27 мая 2008)
    - Евграф Павлович Комаровский (род. 1955)
    - Владимир Павлович Комаровский (род. 1959)
    - Леонид Павлович Комаровский (род. 1961)
      - Павел Леонидович Комаровский (род. 1986)
      - Алексей Леонидович Комаровский (род. 2004)